# Azarie
Azarie fue un monje y cronista moldavo que vivió en el siglo XVI, discípulo y continuador de la obra de Macarie en el monasterio de Căpriana en Besarabia
Escribió, a instancias de Pedro el Cojo una crónica de Moldavia entre los años 1551 y 1574, en lengua eslava, que refleja el punto de vista de los grandes boyardos y del clero. Al ser un escrito oficial, que continúa la crónica de Macario, debe considerarse con espíritu crítico. El autor exalta la figura del caballero que encargó la crónica, presentado con las cualidades de un soberano ideal. En cambio, sus adversarios aparecen retratados con algunos de los colores más oscuros. Sin embargo, la descripción en la crónica de algunos hechos de la historia sociopolítica, con algunos detalles interesantes, la convierten en una fuente de referencia. El texto de esta crónica fue encontrado por el profesor Ioan Bogdan en un manuscrito de los siglos XVI-XVII en la Biblioteca Imperial de San Petersburgo, y publicado por él con el nombre de Letopisețul lui Azarie en los Analele Academiei Române en 1909.